# Exocentrus ritae
Exocentrus ritae là một loài bọ cánh cứng trong họ Cerambycidae.